# Kai Pflaume
 (mai 2018).
Si vous disposez d'ouvrages ou d'articles de référence ou si vous connaissez des sites web de qualité traitant du thème abordé ici, merci de compléter l'article en donnant les références utiles à sa vérifiabilité et en les liant à la section « Notes et références ».
Pour les articles homonymes, voir Pflaume.
Kai Pflaume, né le 27 mai 1967 à Halle-sur-Saale en Allemagne, est un animateur de télévision et un producteur allemand.

## Biographie
En 1968, les parents de Kai s'installent à Leipzig avec lui et son frère Ralph von Leuna. 
Après avoir été diplômé de l'école Max-Klinger de Leipzig, Kai est effectué au service militaire base de l'armée populaire nationale à Rügen de 1985 à 1987, puis a commencé à étudier l'informatique à l'Université technique de Magdebourg.
Il a fui la RDA à l'automne 1989 à l'âge de 22 ans pour séjourner provisoirement à Budapest en Hongrie, où il a suivi une formation de négociant en valeurs mobilières à Francfort-sur-le-Main. 
Il est l'arrière-petit-fils de l'architecte Hermann Eberhard Pflaume, arrière-arrière-petit-neveu du secrétaire de la construction Hermann Otto Pflaume et parent du juge municipal Johann Caspar Pflaume, issu d'une famille Ascherslebener.

## Carrière professionnelle

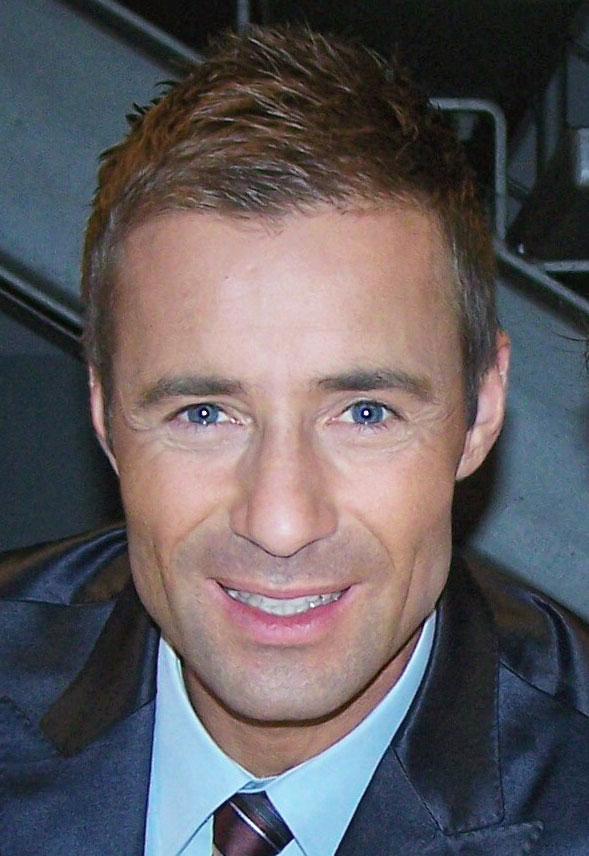
Kai Pflaume en 2007.

Il est apparu en 1991 comme candidat à l'émission de télévision ARD Herzblatt, présenté par Rudi Carrell.
En 1993, il a été découvert après un casting en tant que modérateur et c'est à ce moment-là qu'il décide de ce lancer sa  carrière télévisuelle en 1995,dans l'émission  Only love counts sur RTL sur la chaîne Sat.1.
Depuis 1996, Kai a accueilli de nombreux spectacles et évènements en live à Sat.1, tels que :
- Le Glücksspirale ;
- La vengeance est douce ;
- Le piège de comédie ;
- Les étoiles à la limite ;
- Le spectacle de LEGO ;
- Les rêves deviennent réalité ;
- L'Allemagne aide - des dons pour les victimes des inondations ou La chance de ta vie.

Depuis 1999, Kai est actionnaire de Promikativ GmbH à Offenbach am Main. L'entreprise se spécialise dans le marketing et la promotion de célébrités pour la publicité.
Il commence sa carrière d'animateur télévisuel dès le début des années 2000 et signera son premier contrat dans l'émission musicale d'origine américaine, Star Search.
Lors de la dernière saison de Star Search, il recevra un candidat en 2003 qui échoue lors de la finale. Bill Kaulitz, qui aujourd'hui exerce le métier d'auteur-compositeur-interprète en partie en solo et dans le groupe de pop rock allemand Tokio Hotel.
Pour l'émission de casting Star Search de l'été 2003, Kai a reçu un Bambi.
Avec son collègue Stefan Raab, il a également organisé des événements pour la station ProSieben, la deuxième TV Total Turmspringen ou les deux premiers championnats du monde Wok. Dans la saison 2006/2007 il a modéré dans Sat.1 les retransmissions en direct de la Coupe UEFA.
En 2004, il a joué dans le film d'animation Les Indestructibles - Les Indestructibles en tant que «Frozone».
Entre le 26 mai 2007 et le 15 juillet 2007, il a modéré sur la station Sat.1 régulièrement le spectacle Rich List - Chaque réponse compte, ce qui s'est passé en 2008 lors de la troisième saison. De la mi-septembre 2009 à la mi-octobre, il a animé l'émission de casting en cinq parties Yes We Can Dance, diffusée sur Sat.1.
Après de nombreuses années avec Sat.1, Pflaume est passé à ARD en 2011. Sa relation show Only love counts, diffusée sur RTL de 1993 à 1994 et apparue sur Sat.1 depuis 1995, a expiré en mars 2011.
Son premier format sur ARD était le quiz star avec Kai Pflaume. Depuis l'été 2011, il a également accueilli le spectacle du samedi soir petit au plus grand - le duel incroyable ce qui est de pointe, une nouvelle version du programme sur Dalli Dalli NDR!. 
Depuis l'automne 2011, ARD diffuse deux autres formats avec Kai Pflaume. Dans la soirée du vendredi, il a présenté le quiz familial Drei à Kai. En outre, le spectacle a été diffusé le plus intelligent allemand en 2011.
Au début de l'année 2013, il a animé le NDR Talk Show en tant que représentant de Barbara Schöneberger avec Hubertus Meyer-Burckhardt. Depuis juillet 2014, il présente sur la chaîne de télévision NDR l'envoi de conseils Difficile à croire! et depuis 2015 le spectacle de la veille Qui sait quelque chose?.
En juin 2013, la série de reportages en quatre parties, Show Me Your World, a été envoyée à l'ARD, dans laquelle les jeunes atteints de trisomie 21 participent à leur vie quotidienne. Pour cela, il a reçu le Prix de la télévision bavaroise en 2014 en tant qu'hôte et interlocuteur de cette série.

## Engagements
Depuis 2005, Kai Pflaume s'est impliqué dans son action dans le domaine de la prévention de la toxicomanie chez les adolescents.
Fin 2007, Kai Pflaume devient ambassadeur et partenaire publicitaire de McDonald's dans le domaine de la communication famille, enfants et sport.

## Animation
- 2003-2004 : Star Search (version allemande) : Animateur
- 2007-2008 : TV Total
- Depuis 2011 : Klein gegen Groß - Das unglaubliche Duell : Animateur
- Depuis 2015 : Wer weiß denn sowas? : Animateur

## Vie privée
Kai Pflaume est marié depuis le 10 août 1996 avec sa femme Ilke, avec qui il a deux fils. La famille vit à Grünwald près de Munich.